# هارستاد (بلدة)
هارستاد (بالنرويجية: Harstad)‏ هي بلدة في بلدية هارستاد بمقاطعة ترومس شمال النرويج. تعد البلدة مركزاً إدرياً لبلدية هارستاد. وهي ثاني أكبر بلدة في ترومس بعد مدينة ترومسو.